# Psicosintesi
La psicosintesi è una teoria e prassi psicologica che si è sviluppata dalla psicoanalisi, per evolversi sul versante della Psicologia umanistica ed Esistenziale e su quello della Psicologia transpersonale.
La disciplina è stata concepita dallo psichiatra veneziano Roberto Assagioli (1888-1974) e può essere quindi considerata, con l'analisi immaginativa di G. Balzarini e l'I.T.P. (Tecnica Immaginativa di analisi e ristrutturazione del Profondo) di L. Rigo, uno dei pochi paradigmi psicoterapeutici sviluppati autonomamente in Italia. Assagioli fu il primo medico psichiatra italiano che si interessò attivamente di psicoanalisi, e la sua tesi di laurea, preparata nel 1907 nell'ospedale psichiatrico Burghölzli a Zurigo (dove operava C.G. Jung, con il quale svilupperà un'amicizia personale), ebbe appunto il titolo La Psicoanalisi. Successivamente, diventerà l'unico italiano membro della Società Freud di Zurigo, ed in seguito sarà socio della Società Psicoanalitica Internazionale. Nel giro di qualche anno però Assagioli iniziò a discostarsi dal pensiero freudiano, ritenuto da lui troppo riduttivo e rigido rispetto all'ampiezza ed alla complessità della psiche umana.
La novità, nell'approccio psicosintetico, consiste nello sviluppo dell'idea che già aveva costituito motivo di contrasto tra Freud e Jung, secondo la quale, nella «cura dell'anima», alla fase analitica deve seguire una fase sintetica, cioè più attiva e orientata alla scoperta della volontà personale. 
Così come vi sono molte correnti psicoanalitiche, possono allo stesso modo coesistere diverse correnti psicosintetiche, dal momento che, come afferma lo stesso Assagioli, "non esiste ortodossia in Psicosintesi e nessuno, a partire da me stesso, può proclamarsene il vero o autentico rappresentante". Pertanto, in senso più ampio, «psicosintesi» può essere definito ogni atteggiamento orientato verso integrazioni e sintesi sempre più vaste, atteggiamento che si prenda a cuore l'uomo nella sua interezza e nella sua unicità, fino alla realizzazione della sua dimensione spirituale (o transpersonale). Per questo motivo, Assagioli arriva ad affermare che "la Psicosintesi non può essere rappresentata all'esterno da nessuna organizzazione" e in questo dimostra la sua levatura di ricercatore libero, al di là di ogni settarismo e identificazione con questa o quella chiesa, anche se laica.

## Temi principali
La Psicosintesi è stata sviluppata da Assagioli in Italia fin dagli inizi del Novecento, inizialmente con il nome di Psicagogia, e successivamente è stata diffusa negli Stati Uniti fino ad essere attualmente conosciuta e praticata in tutto il mondo. Tenendo fede al suo spirito improntato al dialogo e all'unificazione, la Psicosintesi accoglie istanze e contributi di molte e disparate correnti psicologiche, integrandole però nella sua specifica visione dell'essere umano.
La concezione integrale dell'essere umano tipica della Psicosintesi, la costituisce soprattutto come un metodo di autorealizzazione, teso alla pienezza delle sue quattro dimensioni: fisica, emotiva, mentale e spirituale. 
"Conosci te stesso, Possiedi te stesso, Trasforma te stesso" sono i 3 passaggi del cammino. "The only way out is the way up", scrive in una nota Assagioli, definendolo "Motto of Psychosynthesis" : l'unica via fuori (dai dolori delle identificazioni n.d.r.) è la via verso l'Alto.
I temi basilari del pensiero psicosintetico sono:
le subpersonalità, l'integrazione della personalità attorno ad un centro unificatore, l'Io personale, la volontà (buona, forte, abile), le funzioni psichiche, il modello ideale, la disidentificazione, la trasmutazione delle energie, la sintesi, lo sviluppo delle qualità superiori, l'espansione della coscienza, la meditazione, il supercosciente e il Sé transpersonale.
La Psicosintesi opera nei seguenti campi: psicoterapia, integrazione personale e realizzazione delle proprie potenzialità, educazione, rapporti interpersonali e sociali.
Il modello della struttura della psiche umana proposto da Assagioli, è rappresentato da due mappe fondamentali da lui tracciate: l'Ovoide o mandala della psiche, e la Stella delle Funzioni.  Ovoide: al suo interno si trova l'inconscio nelle sue diverse componenti (inconscio inferiore, medio e superiore), un nucleo centrale corrispondente al campo di coscienza con al centro l'Io. All'esterno dell'Ovoide si trova l'inconscio collettivo. L'Io è il riflesso del Sé. Il Sé è raffigurato sulla sommità dell'ovoide; esso trascende l'individualità della psiche, è transpersonale: rappresenta quella dimensione trascendente che ogni essere umano possiede dentro di sé. La Stella delle Funzioni indica invece il funzionamento della psiche umana; è un diagramma a forma di stella  a 6 punte che raffigura le funzioni dell'Io: Sensazione, Impulso-Desiderio, Emozione-Sentimento, Pensiero, Immaginazione e Intuizione. La psiche funziona in modo armonico se le funzioni dell'Io sono in equilibrio tra di loro e coordinate dall' Io, detto anche "l'Osservatore".
La caratteristica fondamentale della psicosintesi è di comprendere nella propria prassi anche lo sviluppo spirituale della persona, inteso quindi come possibilità di integrare armonicamente diverse dimensioni della psiche, un processo già presente nella psicologia di Jung e noto come individuazione. In particolare per Assagioli è essenziale, nel processo di sviluppo spirituale, entrare in contatto con il Sé transpersonale. Esiste quindi un percorso di psicosintesi personale, che riguarda la conoscenza, integrazione e l'armonizzazione delle varie funzioni psichiche, ed un percorso di psicosintesi transpersonale, che permette all'uomo di accedere a dimensioni più elevate della psiche. In senso psicoterapeutico è possibile pertanto parlare di una psicoterapia a livello dell'Io, e di una a livello del Sé. I due livelli non possono essere scissi o trascurati.

## La Psicosintesi come istituzione
L'Istituto di Psicosintesi è stato fondato a Roma nel 1926 da Roberto Assagioli ed è stato riconosciuto come Ente Morale nel 1965. Nel 2020 si è costituito in forma di Associazione Promozione Sociale, con iscrizione nel RUNTS e l'aggiornamento del nome in "Istituto di Psicosintesi fondato da Roberto Assagioli - APS" .Dal 2023 l'Istituto di Psicosintesi è Ente accreditato presso il MIM ai fini della formazione (Decreto Dipartimentale n. 1385 del 7/8/2023).
L'Istituto ha la sua sede centrale a Firenze, via San Domenico 16 e diversi Centri sono diffusi in Italia e all' estero. Svolge opera di divulgazione, formazione personale, consulenza psicologica e training didattico. A cura dell'Istituto vengono pubblicati fascicoli didattici, libri e documenti e un periodico semestrale "Psicosintesi: autoformazione, educazione, rapporti interpersonali e sociali, terapia".
Presso l'Istituto è presente la biblioteca d'autore e storica del Dr. Assagioli, ed un Archivio curato da un gruppo di soci collaboratori, il "Gruppo alle Fonti". I documenti presenti testimoniano l’evoluzione della storia della psicologia negli anni che hanno visto la nascita di questa disciplina e la sua graduale individuazione dalla medicina e dalla filosofia, (fine Ottocento – inizio Novecento). Assagioli era infatti in contatto con studiosi e intellettuali in molti campi e in tutto il mondo.
La Psicosintesi terapeutica è promossa dalla Società Italiana di Psicosintesi Terapeutica (SIPT) con sede in Firenze. I suoi corsi formativi di durata quadriennale in psicoterapia, aperti a medici e psicologi secondo la normativa della L.56/89, sono legalmente riconosciuti dallo Stato italiano. AFP - Alta formazione in Psicosintesi è la scuola di Counselling psicosintetico.  Entrambe si trovano a Firenze, in via San Domenico 14.

Note
1. ↑  Lettera del 1967 inviata a tutti centri di Psicosintesi sparsi nel mondo. Cit. in Fabio Guidi, Iniziazione alla Psicosintesi, Edizioni Mediterranee
2. ↑   Archivio Assagioli, su www.archivioassagioli.org. URL consultato il 25 febbraio 2025.